# Sebastes mentella
Sébaste du Nord, Sébaste atlantique
Espèce
Statut de conservation UICN

 LC  : Préoccupation mineure
Le sébaste du Nord ou sébaste atlantique (Sebastes mentella) est une espèce de poissons de l'ordre des Scorpaeniformes.